# Schwarzenberger Amtshaus (Geiselwind)

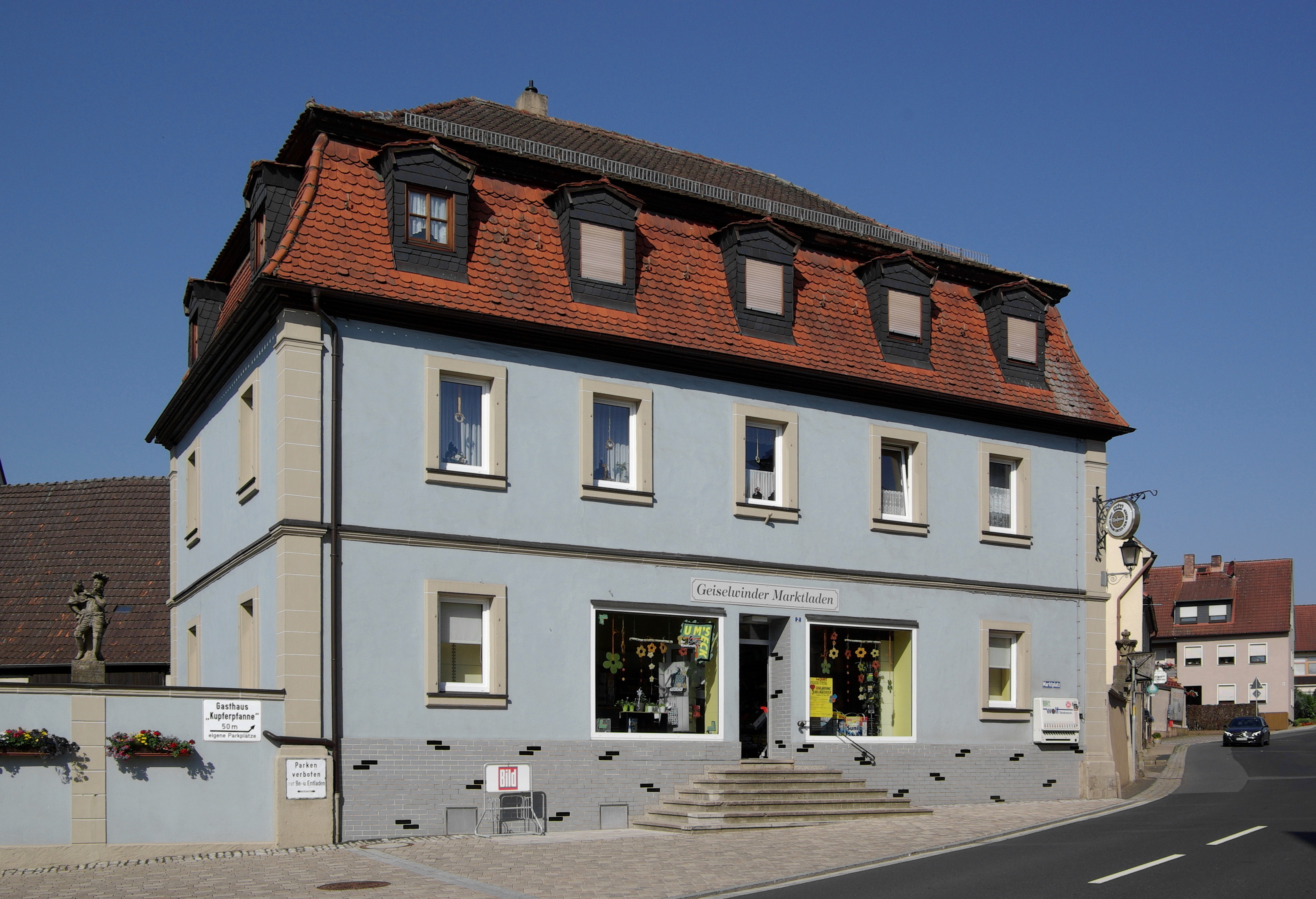
Haus Marktplatz 2

Das ehemalige Schwarzenberger Amtshaus (Adresse Marktplatz 2, früher Hausnummer 1) ist ein denkmalgeschütztes Gebäude am Marktplatz des Kernortes von Geiselwind im unterfränkischen Landkreis Kitzingen. 

## Geschichte
Im Jahr 1426 gelangte Erkinger I. von Seinsheim, Freiherr von Schwarzenberg, an die vormals den Zollner von der Hallburg zugehörigen Besitzungen in Geiselwind. Wenige Jahre zuvor war der Ort von Kaiser Sigismund mit dem Marktrecht ausgestattet worden, sodass bald darauf ein echter Marktplatz im Zentrum des Dorfes erwuchs. Als zentrale Bauten entstanden hier das Rathaus der Gemeinde, das im 16. Jahrhundert sein heutiges Erscheinungsbild erhielt, und das Amtshaus, in dem der freiherrliche Amtmann wohnte und arbeitete.
Die Freiherren von Schwarzenberg wurden im Jahr 1599 zu Reichsgrafen und 1670 zu Reichsfürsten ernannt. Das Amtshaus wurde in diesen Jahrhunderten immer wieder umgebaut. So nahm man in den 1780er Jahren einen großen Umbau vor, der heute noch sichtbar ist. Mit dem Ende des Alten Reiches zu Beginn des 19. Jahrhunderts endete die Herrschaft der Fürsten. Der Bau des Amtshauses erfuhr schnell eine Nachnutzung als Geschäftshaus, das noch heute als eines der wenigen Dienstleistungsunternehmen im Ort existiert.
Bis 1952 bestand ein Kolonialwarengeschäft am Marktplatz, das von der Familie Jacob betrieben wurde. Nach 1952 übernahm die Familie Hünerkopf den Laden. In den 1960er Jahren wurde das Geschäft neuerlich umgebaut. Die heute noch bestehende Fensteraufteilung mit großen Schaufensterflächen entstand. Die Familie Hünerkopf verkaufte vor allem Textilien. Der Laden schloss 1988. Zwischen 1990 und den 2000er Jahren betrieb Edeka Nordbayern-Sachsen-Thüringen eine Filiale in dem Haus. Heute ist ein Tante-Emma-Laden im Gebäude untergebracht.

## Beschreibung
Das Bayerische Landesamt für Denkmalpflege ordnet das Haus am Geiselwinder Marktplatz als Baudenkmal ein. Es präsentiert sich als zweigeschossiger Mansarddachbau im Stil des späten Barock. Mehrere Gliederungselemente erinnern an Umbauten des 18. Jahrhunderts. Dazu zählen die Eckpilaster und das umlaufende Gesims zwischen den Geschossen. Das Haus besitzt eine Außentreppe, die zum zentral angebrachten Portal überleitet. Die Fenster- und Türengliederung des Hauses entstammt allerdings nicht der Bauzeit, sondern wurde im 20. Jahrhundert geschaffen. 
Da der jeweils amtierende Amtmann auch Tierhaltung betrieb und Abgaben der Untertanen entgegennehmen musste, liegt neben dem Haus bis heute ein großer Hof, um den sich mehrere Scheunen gruppieren. Das Gelände kann durch zwei typisch fränkische Hoftore betreten werden, die mit toskanischen Säulen und Vasenaufsätzen ausgestattet wurden. Auf der Hofmauer thront der sogenannte Murrmann, der bis heute als Symbol für Geiselwind selbst fungiert. Die Sandsteinskulptur eines Soldaten wird mit einer Sage aus dem Dreißigjährigen Krieg in Verbindung gebracht, stammt aber wohl bereits aus dem 16. Jahrhundert. → siehe auch: Murrmann